# Fabricinuda limnicola
Fabricinuda limnicola är en ringmaskart som först beskrevs av Hartman 1951.  Fabricinuda limnicola ingår i släktet Fabricinuda och familjen Sabellidae. Inga underarter finns listade i Catalogue of Life.